# Паметник на Скендербег (Скопие)
Паметникът на Скендербег (на македонска литературна норма: Споменик на Скендербег) е паметник на албанския средновековен владетел Георги Кастриоти Скендербег, който се намира на старата чаршия в Скопие, Северна Македония.
Паметникът е висок 5,5 м и тежи 2,7 тона. Открит е на 28 ноември 2006 година и по този повод е организирано тържество, на което присъстват видни представители от страната и чужбина.
Непосредствено пред паметника, над булевард „Гоце Делчев“ и в непосредствена близост до моста, който съединява Даут паша хамам и църквата „Свети Димитър“ с останалата част от чаршията, на 17 януари 2012 година започва строежът на площада „Скендербег“.